# Sorgente Funtanì
Sorgente Funtanì este o arie protejată (arie specială de conservare — SAC, sit de importanță comunitară — SCI) din Italia întinsă pe o suprafață de 55 ha, integral pe uscat.

## Localizare
Centrul sitului Sorgente Funtanì este situat la coordonatele 45°39′47″N 10°29′39″E / 45.663056°N 10.494167°E.

## Înființare
Situl Sorgente Funtanì a fost declarat sit de importanță comunitară în iunie 1995 pentru a proteja 63 de specii de animale. Situl a fost protejat și ca arie specială de conservare în iulie 2016.

## Biodiversitate
Situată în ecoregiunea alpină, aria protejată conține 11 habitate naturale: Păduri pe pante, grohotișuri și ravene de Tilio-Acerion, Fânețe de joasă altitudine (Alopecurus pratensis, Sanguisorba officinalis), Izvoare petrifiante cu formare de travertin (Cratoneurion), Pajiști uscate seminaturale și facies de acoperire cu tufișuri pe substraturi calcaroase (Festuco-Brometalia) (* situri importante pentru orhidee), Păduri de Castanea sativa, Peșteri inaccesibile publicului, Pajiști cu Molinia pe soluri calcaroase, turboase sau argilos-nămoloase (Molinion caeruleae), Păduri aluvionare cu Alnus glutinosa și Fraxinus excelsior (Alno-Padion, Alnion incanae, Salicion albae), Păduri ilirice de stejar și carpen (Erythronio-Carpinion), Păduri panonice cu Quercus pubescens, Grohotișuri termofile și vest-mediteraneene.
La baza desemnării sitului se află mai multe specii protejate:
- păsări (60): pițigoi codat (Aegithalos caudatus), ciocârlie-de-câmp (Alauda arvensis), pescăruș albastru (Alcedo atthis), fâsă de pădure (Anthus trivialis), lăstunul mare (Apus apus), ciuf-de-pădure (Asio otus), cucuvea (Athene noctua), șorecarul comun (Buteo buteo), caprimulg (Caprimulgus europaeus), sticlete (Carduelis carduelis), florinte (Chloris chloris), șerpar (Circaetus gallicus), porumbel gulerat (Columba palumbus), cuc (Cuculus canorus), pițigoi albastru (Cyanistes caeruleus), lăstun de casă (Delichon urbicum), presură sură (Emberiza calandra), presură de munte (Emberiza cia), presură galbenă (Emberiza citrinella), măcăleandru (Erithacus rubecula), șoim călător (Falco peregrinus), vânturel roșu (Falco tinnunculus), cinteză (Fringilla coelebs), gaiță (Garrulus glandarius), Hippolais polyglotta, rândunică (Hirundo rustica), capîntortură (Jynx torquilla), sfrâncioc roșiatic (Lanius collurio), sfrâncioc cu cap roșu (Lanius senator), câneparul (Linaria cannabina), privighetoare (Luscinia megarhynchos), gaia neagră (Milvus migrans), mierlă de piatră (Monticola saxatilis), codobatură galbenă (Motacilla alba), codobatură de munte (Motacilla cinerea), muscar sur (Muscicapa striata), ciuf-pitic (Otus scops), pițigoi mare (Parus major), vrabie de câmp (Passer montanus), pițigoi de brădet (Periparus ater), codroșul de pădure (Phoenicurus phoenicurus), pitulice de munte (Phylloscopus bonelli), pitulice de munte (Phylloscopus collybita), pitulice sfârâitoare (Phylloscopus sibilatrix), pițigoi sur (Poecile palustris), mugurarul (Pyrrhula pyrrhula), mărăcinar negru (Saxicola torquatus), cănăraș (Serinus serinus), țiclete (Sitta europaea), guguștiuc (Streptopelia decaocto), turturică (Streptopelia turtur), huhurez mic (Strix aluco), graur (Sturnus vulgaris), silvie cu cap negru (Sylvia atricapilla), Sylvia hortensis, silvie mediteraneană (Sylvia melanocephala), pănțărușul (Troglodytes troglodytes), mierlă (Turdus merula), strigă (Tyto alba), pupăză (Upupa epops)
- nevertebrate (1): Austropotamobius pallipes
- pești (2): zglăvoacă (Cottus gobio), Telestes muticellus

Pe lângă speciile protejate, pe teritoriul sitului au mai fost identificate 25 de specii de plante, 1 specie de amfibieni, 11 specii de mamifere, 8 specii de nevertebrate, 2 specii de reptile.